# Potcoava
Potcoava város Olt megyében, Olténiában, Romániában.
Slatina városától kb. 50 km-re helyezkedik el.
A városon tapasztalható fejlődés, az elmult években feltárt kőolaj és földgáz lelőhelyeknek köszönhető, melyek felszínre hozatala nagy intenzitással folyik.
2004-ben kapta városi rangját.
Hozzá tartozó falvak: Potcoava-Fălcoeni, Sinești, Trufinești és Valea Merilor.